# Nieuw Leven (Valburg)
Nieuw Leven is een standerdmolen in Valburg in de Nederlandse provincie Gelderland. De molen werd in 1750 gebouwd. Tussen 1900 en 1996 was de molen eigendom van de familie Hooyer. In laatstgenoemd jaar werd de molen door de Stichting OpNieuw Leven overgenomen.

## Restauraties
In 1942 kreeg de molen, nadat hij tien jaar had stilgestaan, een flinke opknapbeurt. 1966 vond opnieuw een grote restauratie plaats. Na de eigendomsoverdracht was er van 1996 - 1998 een volgende vernieuwing, de molen werd toen ook vijftig meter verplaatst. Een ingrijpende restauratie van de hoofdconstructie was in 2023 noodzakelijk. Er kwam een nieuwe stalenkern, de steenbalk werd gerestaureerd en de roeden vervangen.

## Bijzonderheden
Door het doorzakken van de kast ging de molen steeds zwaarder kruien. Daarom zijn er een brasem onder de steenbalk en slekken onder de lange burriebalken geplaatst. Boven op de standerd, rond de stormpen, ligt een bronzen plaat. De molen kan nu zelfs door tegen de staart te duwen op de wind gezet worden in plaats van met het kruiwiel.
De roeden van de fabrikant Bremer uit Adorp hebben een lengte van 23 meter en zijn voorzien van het Oudhollands hekwerk met zeilen. De inrichting van de korenmolen bestaat uit twee koppels maalstenen. Een achtermolen heeft 15der blauwe stenen en de voormolen 16der kunststenen. Ook heeft de molen een steenkraan voor het lichten van de steen en is er een zakkenlift aanwezig.
De houten as is in 1943 vervangen door een 4,5 meter lange gietijzeren as afkomstig uit de molen De Hoop in Elst. In de koppelbalk is nog de uitholling te zien, die nodig was voor de toenmalige houten bovenas.
Om het bovenwiel zit een houten hoep waar de vlaamse vang op aangrijpt.
Vrijwillige molenaars stellen de molen wekelijks in bedrijf. De molen is dan toegankelijk voor publiek.

## Overbrengingen
- De overbrengingsverhouding is 1 : 5,53 van de voormolen en 1 : 5,57 van de achtermolen.
- Het bovenwiel heeft 83 kammen voor het aandrijven van de voormolen en het steenrondsel 15 staven. Het tweede, kleinere bovenwiel voor het aandrijven van de achtermolen heeft 78 kammen en het bijbehorende steenrondsel 14 staven. De steek, de afstand tussen de staven, is 10,8 cm.

## Afbeeldingen

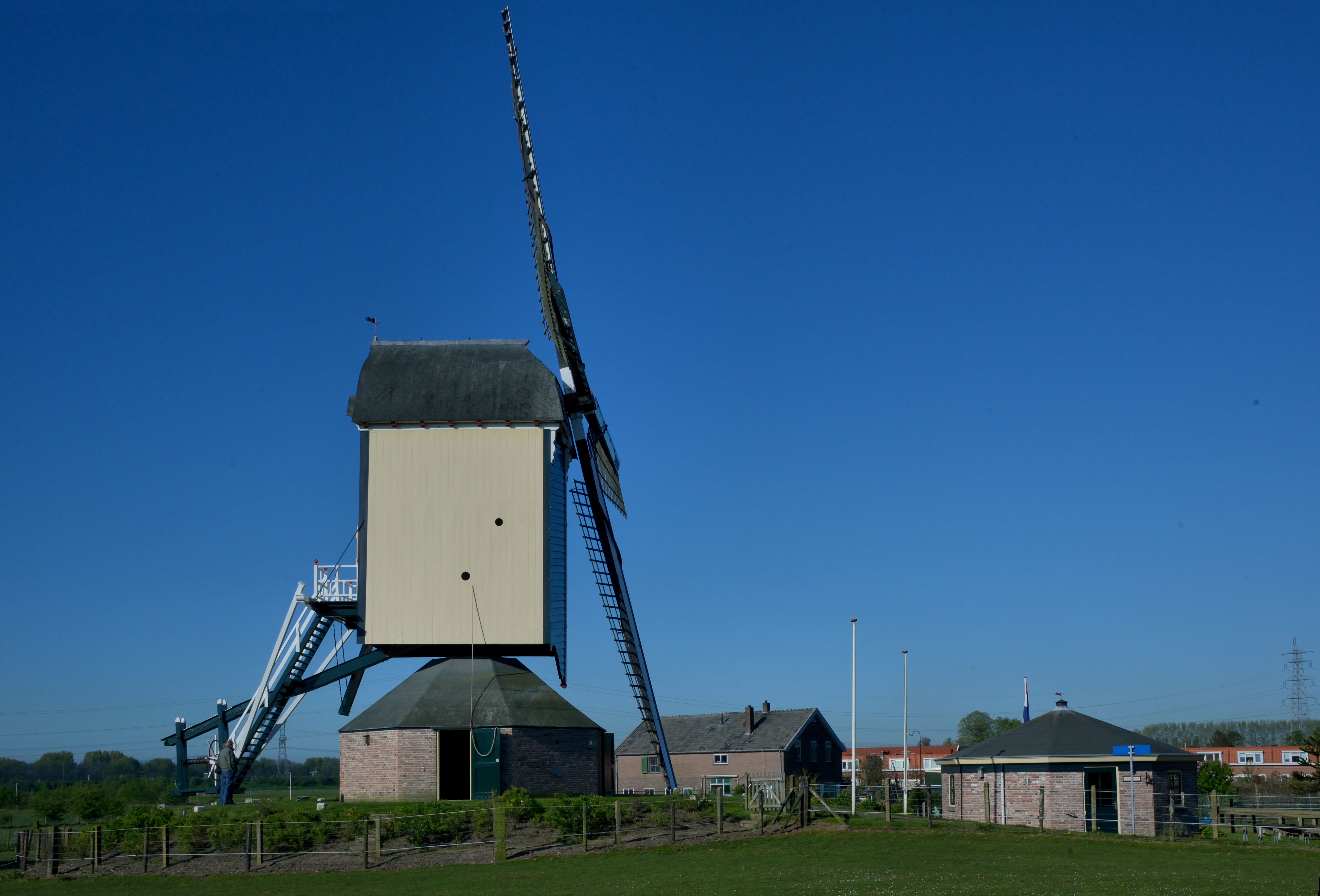
Nieuw leven, april 2017
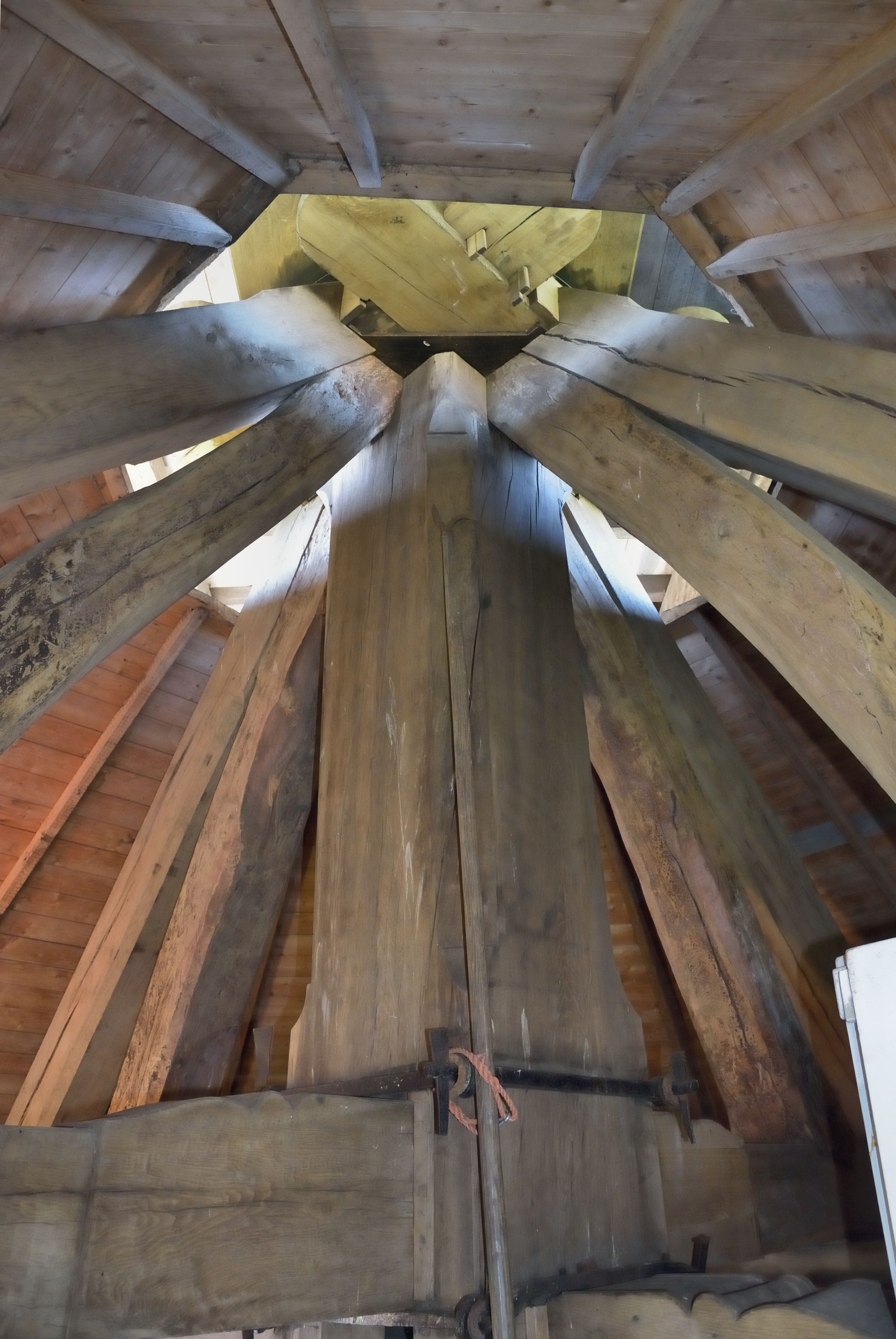
Standerd met zetel en kruisplaat
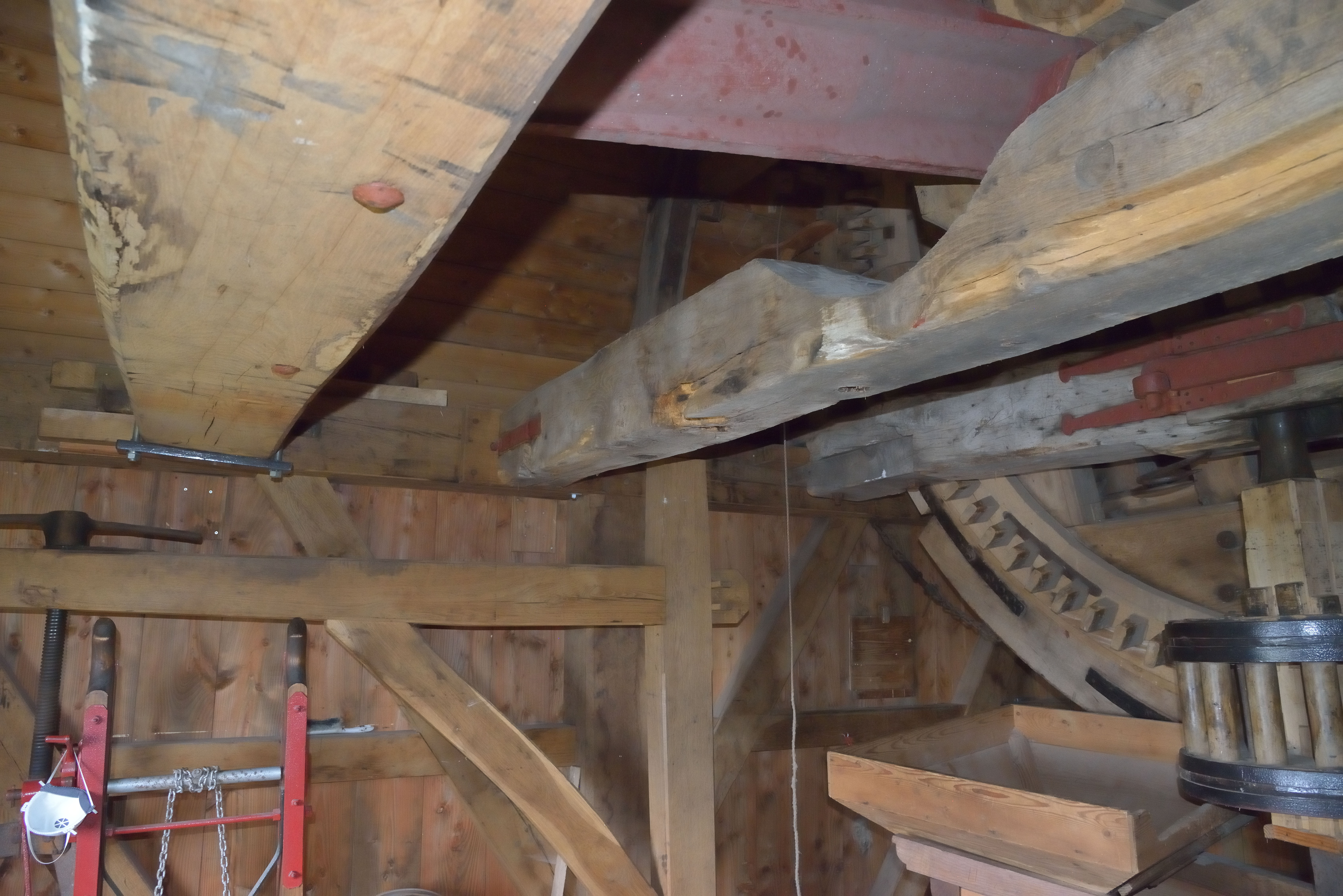
Koppelbalk
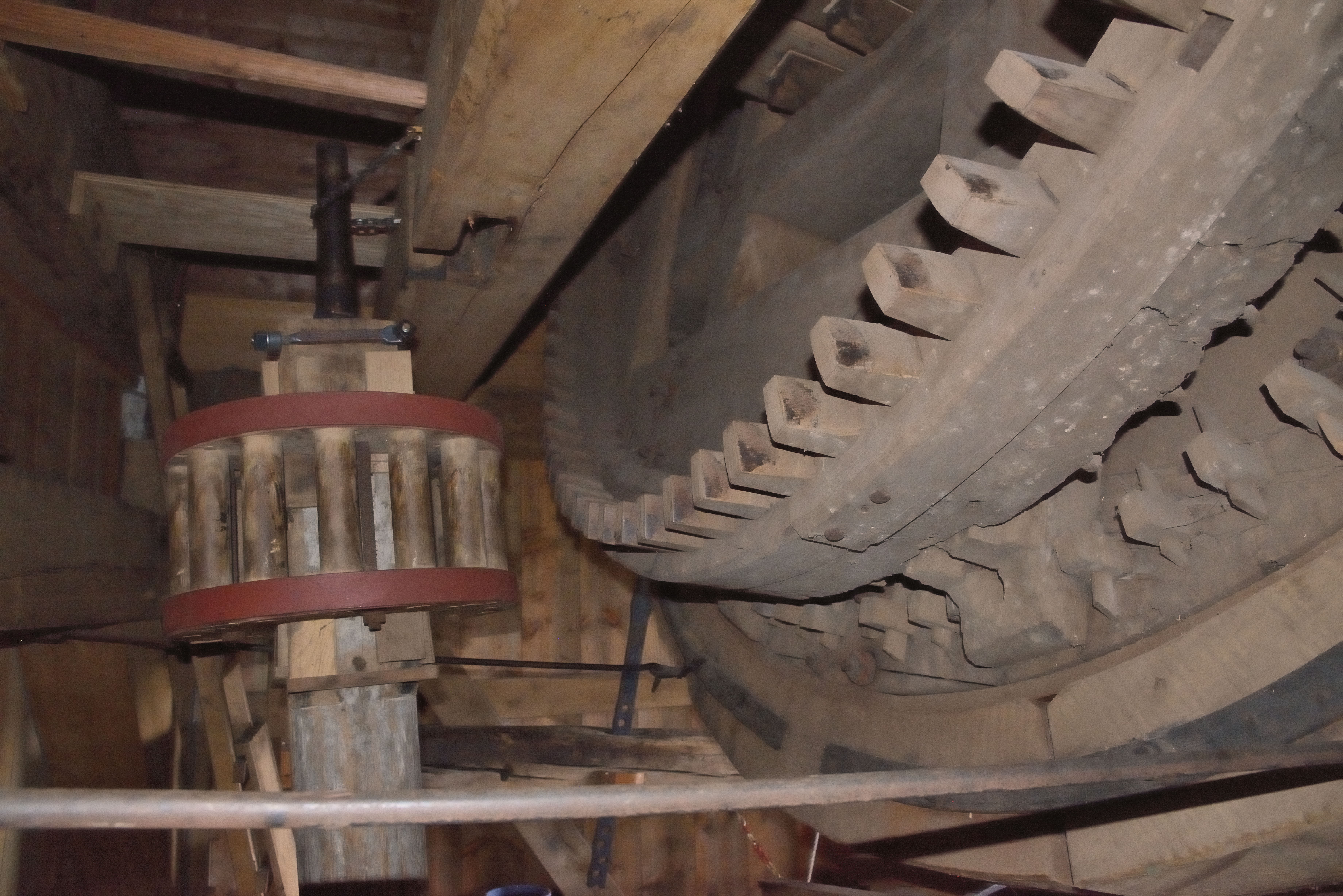
Bovenwiel achtermolen
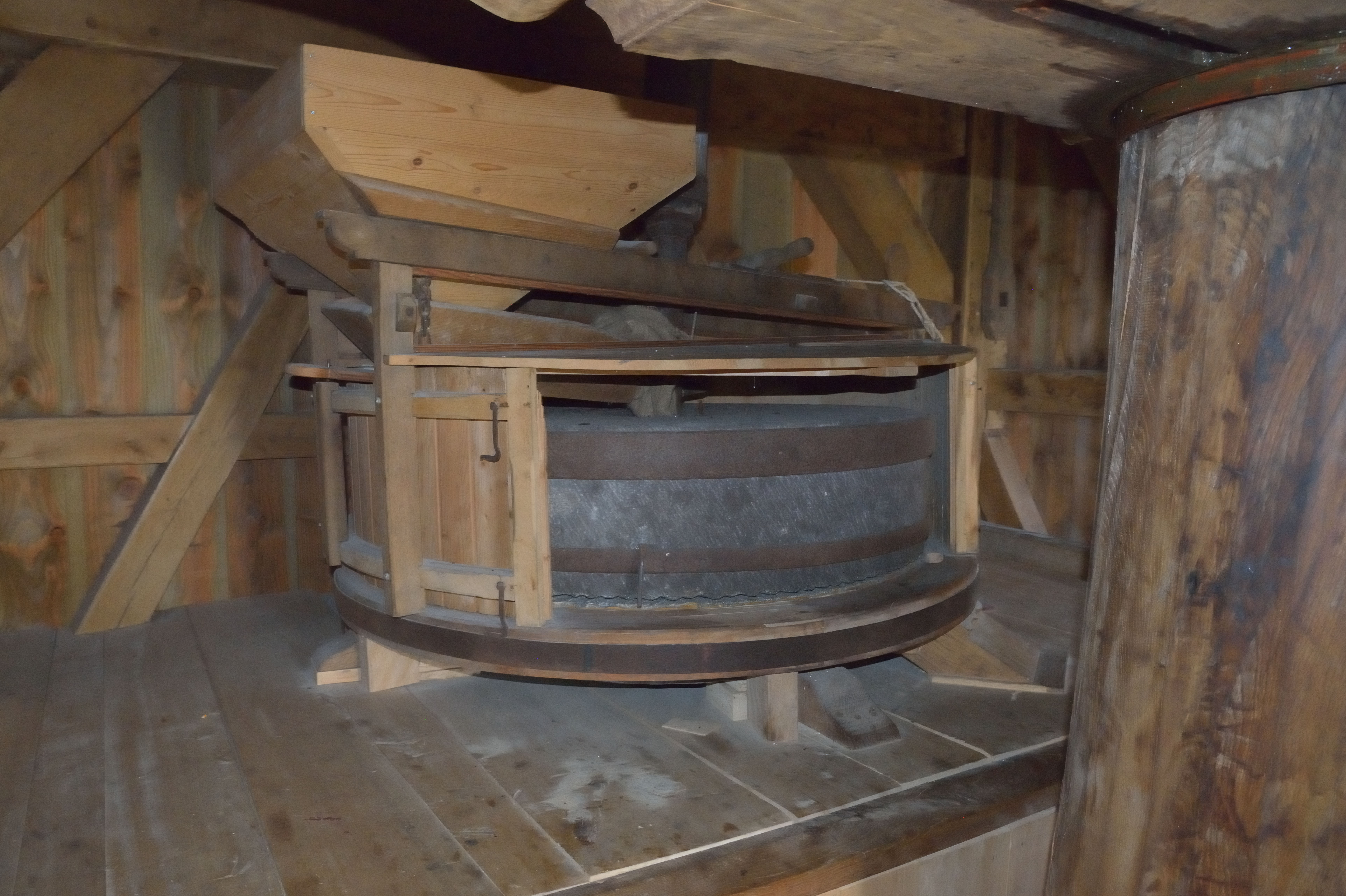
Achtermolen met blauwe stenen
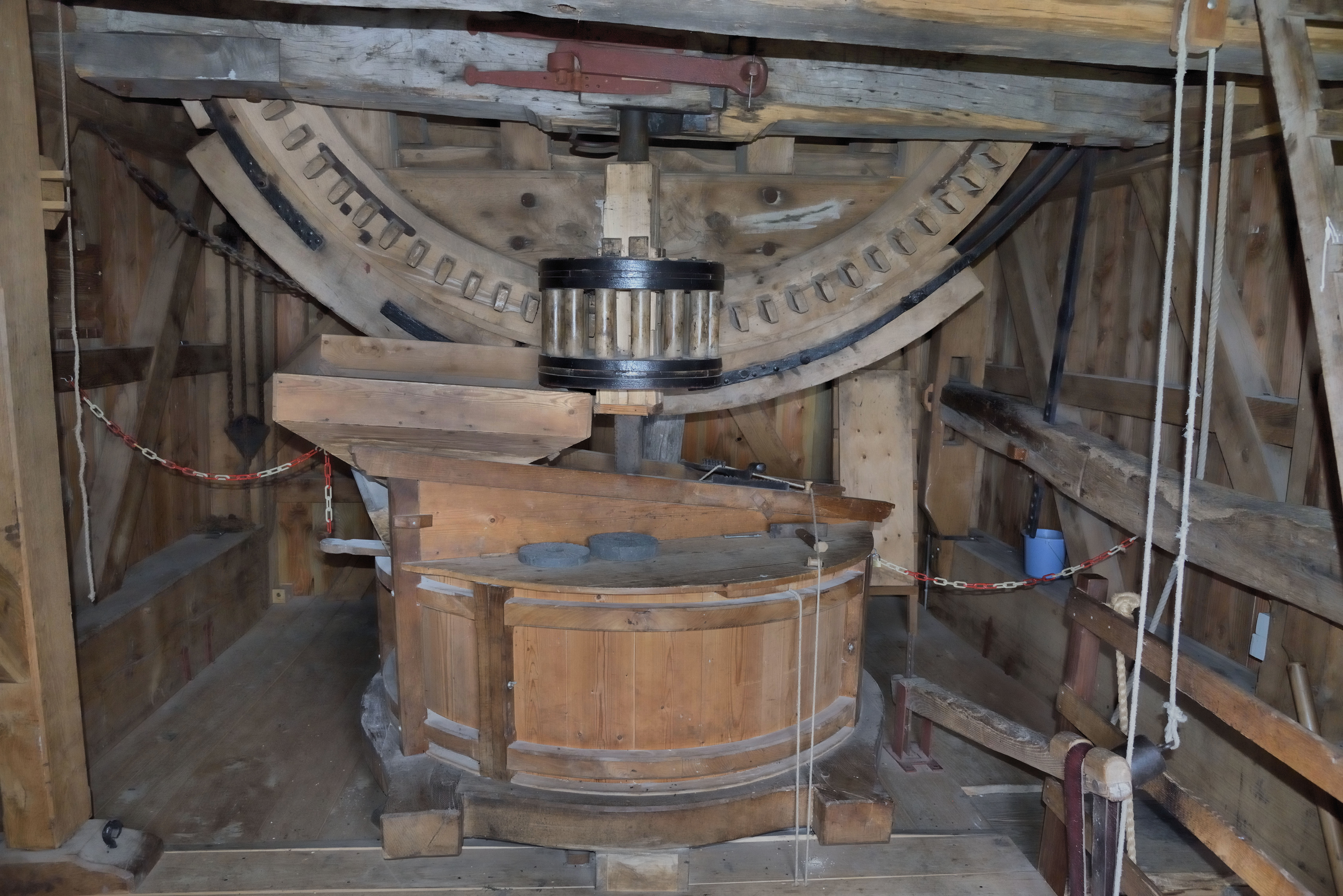
Voormolen